# 美郷町立金沢小学校
美郷町立金沢小学校（みさとちょうりつ かねざわしょうがっこう）は、秋田県美郷町金沢字長岡森にあった公立小学校。通称は「金小」（かねしょう）。地域の人びとからは「森の学校」と呼ばれて親しまれた。

## 沿革・歴史

### 金沢町時代
- 1874年（明治7年）7月7日 -秋田県仙北郡金沢町本町駅場継立所（現横手市金沢本町）を修繕して金沢小学校を開校する[1]。
- 1915年（大正4年）11月4日 - 大正天皇御即位記念運動場を開設する[1]
- 1941年（昭和16年）4月1日 - 制度改正によって金沢国民学校と改称する[1]
- 1947年（昭和22年）4月1日 - 制度改正によって金沢町立金沢小学校と改称。金沢中学校を併置する[1]
- 1951年（昭和26年）4月1日 - 校名を金沢町立金沢北小学校と改称する[1]

### 仙南村時代
- 1958年（昭和33年）12月26日 - 旧金沢町北部が横手市より分離して仙北郡仙南村に合併。校名を仙南村立金沢小学校と改称する[1]

### 美郷町時代
- 2004年（平成16年）11月1日 - 仙南村・六郷町・千畑町3町村併合して美郷町成立。美郷町立金沢小学校と改称する
- 2012年（平成24年）12月2日 - 閉校記念式典を挙行、記念誌を発行する[1]
- 2013年（平成25年）3月31日 - 仙南地区3小学校の統合にともない閉校。統合先は美郷町立仙南小学校となる[注釈 1]。